# Prince Charlesön
Prince Charlesön (engelska: Prince Charles Island) är en ö i Foxe Basin i Kanada. Ön har en yta på 9 521 km² och ligger i territoriet Nunavut. 
.
Terrängen på Prince Charles Island är platt. Öns högsta punkt är 94 meter över havet. Den sträcker sig 126,3 kilometer i nord-sydlig riktning, och 96,1 kilometer i öst-västlig riktning. Trakten består i huvudsak av gräsmarker och är nära nog obefolkad, med mindre än två invånare per kvadratkilometer.